# Barbatáin
Barbatáin en espagnol ou Barbatain en basque est un village situé dans la municipalité de Galar dans la Communauté forale de Navarre, en Espagne. Il n'est pas doté du statut de concejo.
Barbatáin est situé dans la zone linguistique mixte de Navarre.